# Bockstenmanden
Bockstenmanden er et moselig, der blev fundet i Rolfstorp sogn, Varbergs kommun, Sverige. Han var 25-35 år og levede omkring 1350-1370. Det er et af de bedst bevarede fund i Europa, idet store dele af klædedragten er intakt. Det er udstillet på Hallands kulturhistoriska museum.
Manden var dræbt og sunket til bunds i en sø, som blev til en mose. Den ligger omkring 24 km øst for Varberg på Sveriges vestkyst. Det er tæt på en af de vigtigste middelalderlige veje i området; Via Regia. Han er rekonstrueret for at give et bud på, hvordan han har set ud i live.

## Fundet
I 1880'erne blev gården "Bocksten" (tidligere "Boxsten") bygget i en mose. Mosen blev drænet regelmæssigt, og en harve blev brugt til at samle tørv. Albert Johansson havde fundet en lædersko i vådområdet og givet den til Varberg museum. En skosål blev fundet i mosen i sommeren 1934, men museumsinspektøren på museet, Albert Sandklef, så ikke fundets vigtighed.
Liget blev fundet, da der blev samlet tørv den 22. juni 1936 af Johansson. Hans harve fik fat i noget sækkelærred. Da han undersøgte det, fandt Johansson skeletdele. Næste dag kontaktede Johanson og hans far politiet og en læge. Ved nærmere undersøgelse blev det klart, at liget var for gammelt til at være offer for en moderne forbrydelse.
Sandklef blev igen kontaktet, og han tog styring med udgravningen. Han inviterede flere til at bistå ham, heriblandt den kendte geolog Lennart von Post. Den 24. juni kom gruppen til fundstedet og opmålte og affotograferede fundet inden selve udgravningen. Den øvre del af kroppen var ramt af harven og var meget medtaget, men de nedre dele af liget var intakte.
Historiska museet i Stockholm blev konsulteret for at assistere med konserveringen. Museumsinspektøren Gillis Olson og museets tekstilekspert Agnes Geijer deltog også i konservering og evaluering af fundet. De kom til Varberg den 9. juli og assisterede Sandkelf med dokumentationen og gav råd om konserveringen.
Bockstenmanden blev en del af museets udstilling i 1937 og har været det siden.

## Beskrivelse
Manden var 170-180 cm høj og slank. Personen har ikke haft et fysisk hårdt arbejde og har sandsynligvis været meget stillesiddende.
En skade på 8 cm × 5 cm er på højre side af kraniet. Af de indre organer er dele af lunger, lever, hjernen og brusk bevaret.
Kjortlen er blandt de bedst bevarede kjortler i Europa og er lavet af uld. Han har båret en strudhætte, der var omkring 90 cm lang og 2 cm bred. På overkroppen bar han skjorte og kappe, og på benene et par hoser. Det er den eneste fuldt bevarede dragt fra den nordiske middelalder.
Udover beklædningen havde han en stofsæk, fodlapper, lædersko, et bælte og en læderskede samt to knive. Dragten indikerer, at han ikke døde om vinteren, men mere sandsynligt om foråret eller efteråret.
Læderskeden var 40 mm bred og 62 mm lang og bestod af tre lag læder præget med et andreaskors og et St Georges kors (det har givet et mønster, der ligner Union Jack). På det inderste lag er der præget et lignende mønster, men med en streg igennem symbolet.
Manden var slået ned og holdt nede i søen af to pæle; en af eg, som har ramt hans hjerte og en af bøg, der er gået gennem hans ryg.

## Fortolkninger
Mange har udforsket og undersøgt fundet, heriblandt Albert Sandklef, Margareta Nockert og Owe Wennerholm.

### Datering
Fundet er dateret til 1300-tallet e.Kr.. Dateringen er baseret på tøjet, navnlig strudhætten. Albert Sandklef fastslog 1360'erne, mens Margareta Nockert mente, at det måtte være 1330. Owe Wennerholm har talt for, at strudhætten blev brugt i en meget længere periode og tidsbestemmer fundet til mellem 1250 og 1520. Han fremsatte en hypotese om, at manden muligvis kunne være Simon Gudmundi, der var en præst, som døde i 1491.
En del af hans tøj blev dateret med kulstof 14-datering i 1980'erne. Den indikerede, at han med 68 % sikkerhed stammer fra mellem 1290 og 1410, og med 95 % sikkerhed stammer fra mellem 1290 og 1430. Nogen usikkerhed er forbundet med konserveringsprocessen, der kan have påvirket resultatet, og findestedet, da det er vanskeligt at datere mosefund.
Dendrokronologiske undersøgelser af egepælen, som naglede ofret til søbunden, daterer den til 1299 med en usikkerhed på plus/minus syv år.
Undersøgelsen i 1996 fastslog på baggrund af analyser af klædestykker, læder, skelet og tænder, at Bockstenmanden kunne stamme fra enten 1270 – 1320 eller 1350 – 1390.

### Alder
Retsmedicinske tandlæge Gunnar Johansson konkluderet ud fra tænderne, at manden var mellem 25 og 35 år, da han døde. Osteologen Nils-Gustaf Gevall har på baggrund af slid på skelettet anslået, at manden har været mellem 35 og 40 år.

### Social gruppe
Ud fra fortolkningerne af tøj og særligt strudhætten er forskere kommet frem til forskellige konklusioner om mandens sociale baggrund:
Strudhætten blev normalt båret af overklassen, og det er foreslået, at han har været skatteopkræver eller en, der hverver soldater. Hætten er af en type, som man brugte i kirken. Baseret på det og symbolet på det skjoldformede vedhæng har Owe Wennerholm foreslået, at han hørte til Ordo Sanctus Spiritus.

### Lokal legende
Nogle dage efter at fundet var afsløret, fortalte den lokale bonde Karl Andersson Sandklef en legende, som han hørte som barn. To gamle fra Åkulla havde fortalt hans fader om en mand, der rekrutterede soldater. Han blev dræbt af bønderne og begravet i mosen. Han var begyndt at spøge sent om natten, og for at stoppe det var der blevet hamret pæle igennem hans lig, hvorefter spøgeriet var holdt op. Ifølge bonden havde de nævnt Store Mosse, der lå omkring 16 km fra fundstedet, tæt ved landsbyen Nackhälle. Han indrømmede dog, at det muligvis var noget som han bildte sig ind, da han var vokset op tæt ved denne mose.
Andersson og Sandklef tog til Nackhälle og udspurgte gamle der, men ingen genkendte historien.

### Dødsårsag
Årsagen til Bockstenmandens død har været genstand for en del debat. I januar 2006 udførte professor og doktor Claes Lauritzen, der er chef på Kraniofaciala på Sahlgrenska Universitetssjukhuset i Göteborg, en "operation" på en plastikmodel af kroppen baseret på computertomografi af kroppen. Han konkluderede, at skaderne på kraniet var sket, inden han havnede i mosen. Ydermere kom han frem til, at manden først var blevet slået på underkæben og herefter på højre øre, for til sidst at få det dræbende slag i baghovedet.

### Identitet
En hypotese foreslår, at han var Simon Gudmundi, der var dekan i Linköpings Stift, som døde den 12. maj 1491. I sin bog Vem var Bockstensmannen? fra 1998 skriver Wennerholm, at Gudmundis navn passer med de initialer, som blev fundet på det lille skjold, som blev fundet ved liget. Det er sandsynligt, at Gudmundi besøgte området. Han arbejdede med en gruppe, der prøvede at få Katarina af Vadstena kåret til helgen. Et af hendes påståede mirakler skete i nabolandsbyen. Man spekulerede også på, om han var blevet slået ihjel på ordre af Hemming Gadh, så Gadh kunne vende tilbage som dekan i Linköpings Stift. Senere har Wennerholm udtalt, at SC står for ærkebiskop Sasser Clementii fra Danmark, som døde i 1274. Det er før dateringen af egestammen til 1299.

### Lokation
Mosen, som manden blev fundet i, ligger tæt ved grænsen mellem Himle og Faurås herred. Det er også tæt på grænsen mellem Rolfstorp, Sibbarp, Köinge og Svartrå sogne. Herrederne var ansvarlige for opklaring af mord. Det betyder, at der i dette tilfælde muligvis har været forvirring om, hvilket herred, der har skulle tage sig af sagen. Det kan have været til morderen eller modernes fordel. Det antages derfor, at den/de havde et godt lokalkendskab.

## Galleri
- Benklæder.
- Bockstenmandens kofte.
- Rekonstruktion af Bockstenmandens dragt på museet.